# كورنيليا راموند هيرشمان
كورنيليا راموند هيرشمان (بالإنجليزية: Cornelia Ramondt-Hirschmann)‏ (29 يوليو 1871-20 نوفبمر 1957) هي معلمة هولندية وناشطة نسوية وداعية للسلام ومتصوفة دينية كانت ناشطة في النصف الأول من القرن العشرين. كانت إحدى النساء اللاتي شاركن في دعوة النسويات السلميات خلال الحرب العالمية الأولى لقادة العالم للعمل على إنشاء كيان حيادي للعمل من أجل السلام. كان أوج إنجازاتهم التوصل لإنشاء عصبة الأمم بعد أن وضعت الحرب أوزارها. شغلت بين عامي 19335 و1937 المنصب المشترك لرئاسة الاتحاد النسائي العالمي للسلام والحرية.

## بدايات حياتها
وُلدت سوزانا ثيودورا كورنيليا هيرشمان المعروفة بـ كور في 29 يوليو عام 1871 في لاهاي بهولندا وهي ابنة صوفي وفريدريك ويليم لويس أنتوان هيرشمان (كانت كنية أمها قبل الزواج باهنسين). كان والدها مشرفًا في البحرية الهولندية الملكية ومات عندما كان عمرها تسعة أعوام خلال رحلة من المستعمرات الهولندية السابقة في الهند. ربتها أمها ودخلت الأكاديمية التعليمية المسيحية في لاهاي. نالت عام 1899 شهادة التعليم في الحلقة المتدنية وبعدها بعام نالت شهادة في الفرنسية.

## المسيرة المهنية
انتقلت هيرشمان مع والدتها بعد تخرجها إلى نايميخين حيث دعموا أنفسهم بتعويض أمها الأرملة وبما كانت تكسبه من التعليم. نالت شهادتها في تعليم الفيزياء عام 1893. من المحتمل أنها التقت خلال إقامتها في نايمخين بديرك راموندت عامل البريد. انتقلت هي وأمها بعد الانتهاء من تدريبها إلى أوتريخت وتزوجت هناك في الخامس عشر من يونيو عام 1899. انتقل الزوجان إلى بريدا وعاشا هناك حيث ولدت ابنتهم صوفي.
بعد الاتصال بالحركة النسوية الهولندية أصبحت راموند هيرشمان مؤدية لمنظمة الأم العالمية وجمعية حقوق المرأة والتحالف الدولي للمرأة. انتقلت العائلة عام 1903 إلى لاهاي حيث بدأت راموند هيرشمان العمل بصفتها سيكرتيرة للجنة تنفيذية لمجلس المرأة الهولندي مع نسويات أخريات مثل جوهانا نابروماين فاين إيتالي فان إيمبدن. في ذات الوقت انخرطت راموند هيرشمان مع الرابطة الهولندية النباتية ورابطة لاهاي للفلسفة. أصبحت مهتمة بالثيوصوفية وبدأت باستضافة محاضرات عنها. كانت راموند هيرشمان تحضر بشكل دوري محاضرات في القسم الهولندي من المجتمع الثيوصوفي.
انتقلت العائلة مرة أخرى عام 1912 واستقرت في أمستردام حيث أصبحت هيرشمان منخرطة في حركة الدعوة للسلام. شغلت منصب منظم مشارك في الكونجرس النسائي العالمي الذي عُقد في لاهاي عام 1915. انتخبت راموند هيرشمان لتصبح رئيسة الفرع الهولندي للجنة النسائية العالمية للسلام الدائم وهي منظمة انطلقت مع انعقاد المؤتمر. بعد المؤتمر أنشئ وفدان لتقديم النتائج إلى رؤساء الدول، كانت هيرشمان من ضمن الوفد الذي قدم النتائج لسكندنافيا وروسيا. أسست هيرشمان بالتعاون مع إيملي جرين بلاخ وكريستال مكميلان وروزيكا شويمروجوليا جريس ويلز مجموعة للتحدث إلى الدول المسالمة. ترأست جين أدامز الوفد الآخر الذي تحدث إلى الدول المتحاربة.
لم تكن أولى المحطات، الدنمارك والنرويج، مليئة بالأحداث باستثناء أن سائق التاكسي والذي لم يُصدق أن وفدًا نسائيًا سيذهب لمقابلة الملك هوكون، دار حول القصر عدة مرات قبل أن يوصل الوفد إلى بوابة القصر. تحدث الوفد في السويد مع وزير الخارجية كنوت والينبرغ والذي وافق على أن السويد مستعدة لاستضافة مؤتمر وساطة سلمية إذا استطاع الوفد النسائي إقناع دولتين متحاربتين بالمشاركة. في الحرب امتنع معظم الديبلوماسيين عن إصدار بيانات حاسمة وانطلاقًا من هذا التطور قرر الوفد، بدون شويمر والتي كانت بصفتها هنغارية لم تستطع دخول روسيا، الذهاب إلى بتروغراد. تمكن الوفد بعد عدة أيام، من تأمين مقابلة مع وزير الخارجية سيرجي سازونوف والذي بصرف النظر عن رؤيته أن هذا الاجتماع بلا قيمة حقيقية، كتب بيانًا أن روسيا لن تًعارض مؤتمر وساطة حيادي. أمنت مجموعة أدامز بيان مماثل من رئيس وزراء فرنسا رينيه فيفياني، على الرغم أن هذه المعلومات لم تكن معروفة لمجموعة شيرمان، وفي الوقت الذي وصلت فيه مجموعتها إلى لاهاي حيث كان من المفترض أن تلتقي المجموعتان كانت أدامز قد أبحرت إلى الولايات المتحدة الأمريكية.
قرر الوفد بعد لقاء أليتا جاكوبز الانقسام إذ ذهبت شيرمان وشويمر للقاء وزير الخارجية الألماني جوتليب فون ياجو بينما تتحدث بلاخ ومكميلان مع اللورد كرو والذي كان يشغل منصب وزير خارجية بريطانيا. لم يرَ فون ياجو أي نتائج عملية ولكن وافق أن ألمانيا لن تعارض وساطة حيادية. رفض اللورد كرو مقترحًا يتضمن ان بريطانيا لن تضع عوائقًا لهذا الاجتماع أو أن تعارض هذا الاجتماع إذا كُتب له الانعقاد. أمنت شويمر، متسلحةً بهذه البيانات، وعدًا من والينبرغ أنه سيقدم الخطة للحكومة السويدية. في ذلك الوقت وبينما كان الوفدان بعيدان عن بعضهما كانت جاكوبز تمارس ضغطًا على ئيس الوزراء الهولندي بيتر كورت فان دير ليندن لاستضافة المؤتمر في لاهاي. أراد فان دير ليندن ضمانات أن الرئيس وودرو ويلسون سيقبل بالمؤتمر ويُرسل جاكوبز في مهمة استعلام رسمية. لم يستطعن إقناع ويلسون بالتصرف حتى انتهت الحرب وعندها أقيم مؤتمر عصبة الأمم.
سافرت شيرمان مع جاكوبز وماين فان ولفتين بالثي عام 1919 إلى اجتماع اللجنة النسائية العالمية للسلام الدائم في زيورخ حيث غيّرت المنظمة اسمها إلى العصبة النسائية العالمية للسلام الدائم والحرية. أصبحت شيرمان الأمين العالمي للعصبة عام 1921 إذ ستشغل شيرمان منصب السكرتير أو السكرتير الملحق حتى عام 1936. تطلّقت من زوجها في السابع والعشرين من ديسمبر عام 1923 وحصلت على حضانة ابنتها. زارت شيرمان بين عامي 1924 و1926 عدة مدن أمريكية مقدمةً خطابات عن السلام بينما كانت ابنتها تُكمل الدراسات العليا في كلية براين ماور. شغلت بين عامي 1927 و1930 منصب الأمين العام للجمعية الثيوصوفية الهولندية مقيمةً لقاءات خارج حدود الوطن. انتقلت هي وابنتها عام 1934 إلى هيلفرسوم حيث حصلت صوفي على وظيفة معلمة، وفي نفس العام نظمت شيرمان مظاهرة صامتة للسلام وعُرفت باسم مسير السلام النسائي. طاف المتظاهرون شوارع لاهاي وكرروا المظاهرة بشكل سنوي في الثامن عشر من مايو حتى عام 1940.
شاركت شيرمان عام 1935 في المظاهرات المناوئة لاعتقال المعارضين من قبل النازيين. كانت بين عامي 1935 و1937 إحدى ثلاثة رؤساء عالميين مشتركين للعصبة النسائية العالمية للسلام الدائم والحرية. شغلت خلال عام 1936 منصب في لجنة الإشراف في مكتب السلام المركزي وبدأت مشاركتها في جمع تبرعات للمتضررين من الحرب الأهلية الإسبانية. عادت عام 1938 إلى لاهاي وعاشت هناك حتى الغزو الألماني لهولندا إذ عادت إلى هيلفرسوم حيث عاشت مع ابنتها وتقاعدت من العمل السلمي.

## الوفاة والإرث
توفيت هيرشمان في العشرين من نوفمبر عام 1957 في منزل ابنتها في هيلفرسوم. كانت إحدى أشهر النساء في الحركة السلامية النسوية في النصف الأول من القرن العشرين. آمنت أن مشاركة النساء في السياسة الدولية سيجلب حسًا إنسانيًا للحكم وعليه فإن مشاركتهم كانت ملحة.